# Józef Lesiecki
Józef Lesiecki, również Lesicki, Lisicki (ur. 9 kwietnia 1886 w Glinach Małych k. Mielca, zm. 25 grudnia 1914 pod Łowczówkiem k. Tarnowa) – polski taternik, narciarz wysokogórski, ratownik tatrzański, artysta rzeźbiarz.

## Życiorys
Z zawodu Lesiecki był snycerzem, w 1904 ukończył Szkołę Przemysłu Drzewnego w Zakopanem i trudnił się następnie wyrobem pamiątek.
Należał do aktywnych taterników w okresie poprzedzającym I wojnę światową. Do jego partnerów wspinaczkowych należeli Henryk Bednarski, Leon Loria, Stanisław Zdyb, Mariusz Zaruski, Mieczysław Świerz, Kazimierz Piotrowski i inni. Był jednym z najlepszych narciarzy wysokogórskich, jako pierwszy wszedł na nartach na liczne tatrzańskie szczyty.
Działał na rzecz rozwoju narciarstwa górskiego i turystyki. Od początku istnienia Tatrzańskiego Ochotniczego Pogotowia Ratunkowego (1909) był jego członkiem, brał udział w wyprawach ratowniczych. Pracował także przy budowie i renowacji szlaków turystycznych i narciarskich.
Oprócz działalności górskiej zajmował się rzeźbiarstwem, m.in. zbierał zabytki sztuki ludowej. Swoje zbiory przekazał Muzeum Tatrzańskiemu w Zakopanem.
Walczył podczas I wojny światowej w Legionach Polskich, zginął na froncie w Bitwie pod Łowczówkiem.

## Wybrane osiągnięcia wspinaczkowe
- pierwsze przejście południowej ściany Zamarłej Turni z Henrykiem Bednarskim, Stanisławem Zdybem i Leonem Lorią (1910),
- pierwsze wejście północno-zachodnią ścianą Galerii Gankowej,
- pierwsze wejście północną granią Żabiego Mnicha,
- pierwsze wejście północną ścianą Orlej Baszty,
- pierwsze wejścia zimowe na Gąsienicową Turnię, Zawratową Turnię, Zamarłą Turnię, Małą Buczynową Turnię, Ptaka, Koszystą, Wierch pod Fajki, Mnicha, Zadniego Mnicha, Rohacze,
- przebycie na nartach w ciągu jednego dnia trasy Siwa Przełęcz – Starorobociański Wierch – Kończysty Wierch – Jarząbczy Wierch – Raczkowa Czuba – Trzydniowiański Wierch.